# Even Stevens
Even Stevens (titulada Mano a mano en Hispanoamérica) es una serie original de Disney Channel de comedia. Se emitió en Disney Channel con un total de tres temporadas y 65 episodios desde el 17 de junio de 2000 al 2 de junio de 2003. Sigue la vida de los Stevens, una familia que vive en los suburbios de Sacramento, California , Centrándose sobre todo en las personalidades que chocan de sus dos hermanos más jóvenes, Ren y Louis.
La serie fue producida por Brookwell McNamara Entertainment. A menudo se cita como el lanzamiento de la carrera de Shia LaBeouf breakout como actor. El espectáculo también cuenta con la fotografía de movimiento rápido, que emplea en cada episodio.
El largometraje Disney Channel Original Movie basado en la serie, The Even Stevens Movie, se estrenó el 13 de junio de 2003 y sirve como el final de la serie.
A partir de agosto de 2016, Even Stevens se presenta en Freeform durante dos horas después de la medianoche del miércoles por la noche. La película Even Stevens continúa apareciendo en Disney Channel, y en Family Channel de vez en cuando. Sin embargo, en el Reino Unido, Even Stevens continúa emitiendo en CITV. Desde su lanzamiento el 1 de junio de 2011 hasta finales de 2012, la serie se mostró como re-corre en Disney XD en Canadá y los EE. UU.

## Sinopsis
En Sacramento, California, vive la familia Stevens. Ellos tienen de hijos a Louis, el chico travieso y bromista, Ren, la estudiante y perfeccionista y a Donnie el atleta y deportista. Aunque es un sitcom, al igual que la serie Lizzie McGuire, la serie no tiene insertos de risa. Sin embargo, las cámaras toman con un muy rápido movimiento las escenas.
El programa tiene un total de 65 episodios. Al ver la popularidad que tuvo la serie, los productores hicieron la Película Original de Disney Channel, The Even Stevens Movie (Mano a Mano: La Película en Hispanoamérica), que salió al aire el 13 de junio de 2003.

## Personajes

### Personajes principales
- Louis Anthony Stevens (Shia LaBeouf): Louis es el pequeño de la familia.Toda su familia es vista como perfecta junto a él. Él siempre está haciendo bromas con su mejor amigo Alan Twitty y se describe como un desastre para la vida de todos. Él nunca parece cambiar con el tiempo. Sus padres parecen favorecer a su hermana Ren y su hermano Donnie debido a los grandes éxitos que ambos han logrado, pero sus padres lo quieren mucho y tratan de defenderlo. Louis tiende a hacer cosas poco atractivas (decir palabras desagradables, morderse la nariz, etc.), aunque todo se presenta a la audiencia de maneras entrañables. Tawny Dean se convierte en su novia al final de la serie. Su cumpleaños es el 27 de junio como se muestra en el episodio 33.

- Renee "Ren" Stevens (Christy Carlson Romano): Una inteligente, bien educada, perfeccionista de 8.º grado, Ren es la hermana del medio. Ella es la superestrella clásica, corriendo constantemente para el monitor del pasillo y el presidente de la clase al tratar de evitar que los planes de Louis se conviertan en desastres. Ella es la presentadora de noticias principal de "The Wombat Report" y pasó algunas semanas en el equipo de porristas de su escuela. Ren es la editora del periódico escolar y el anuario, una estudiante recta , y asistente altamente valorada del director Wexler. A pesar de su ranking de estudiantes de primer nivel, Ren fue sentenciada y cumplió prisión por lo menos en una ocasión. El color favorito de Ren es azul.

- Eileen Stevens (Donna Pescow): Una senadora judío estadounidense exitosa y sensata que lanzó una campaña para la Cámara de Representantes de Estados Unidos en 2002 y fue derrotada por poco. Ella es la madre de Donnie, Ren y Louis.

- Steve Stevens (Tom Virtue): Un abogado peculiar. Jugó fútbol americano universitario para la Universidad Estatal de Míchigan con el apodo de "Stiffie" Stevens. Solía ser un luchador de su escuela. Él es el padre de Donnie, Ren y Louis.

- Donald "Donnie" Stevens (Nick Spano): El gran hermano atlético de Ren y Louis. Donnie está muy preocupado con su apariencia. Su popularidad, buena apariencia y excelentes habilidades atléticas lo convirtieron en un ídolo y leyenda en su escuela, incluso después de su graduación. A pesar de que se destaca en muchos deportes, es un cabeza hueca.

### Personajes Secundarios
- Alan Twitty (A. J. Trauth): El mejor amigo de Louis. Twitty es similar a Louis, pero generalmente no es tan extremo y a menudo tiene que sacar a Louis de las situaciones. Conocido como "Twitty" por sus amigos, él está en el equipo de baloncesto y el equipo de béisbol, toca la guitarra y también tiene éxito con las chicas. Las frases de Twitty son "amigo" y "dulce".

- Tawny Dean (Margo Harshman): La mejor amiga de Louis, y finalmente su novia. Tawny, al principio, no tiene amigos y es una extraña, hasta que conoce a Louis. Tawny es gótica y muy bravucona, a diferencia de sus compañeros de clase, y se niega a cumplir con las actividades triviales de los demás.

- Thomas "Tom" Gribalski (Fred Meyers): El mejor amigo nerd de Louis. Cuando Louis cocina un plan, Tom generalmente trata de convencer a Louis de que no lo haga y, por lo general, no le sigue la corriente. Además, Tom habla de una manera muy científica, filosófica e inteligente. Él es comúnmente víctima de muchas bromas de Louis y Twitty. Él llama a su madre por su nombre (Doris). En la temporada 3, se ve a Doris tocar el piano cuando Tom audiciona para SACCY, una escuela de artes escénicas.
- Ruby Mendel (Lauren Frost): La mejor amiga de Ren que adora chismear sobre enamoramientos y parejas de novios. Ella una vez se enamoró de Louis (mientras estaba bajo el hechizo de un centavo de la suerte), en el mismo episodio que estaba enamorada de la banda de chicos BBMak.
- Monique Taylor (Kenya Williams): La otra mejor amiga de Ren. Monique es una alegre animadora. Monique lleva muchas cosas a límites extremos. Ella tiene un fuerte acento sureño.
- Nelson Minkler (Gary LeRoi Gray): El mejor amigo de la infancia de Ren que parece ser alérgico a todo y se sobreprotege a sí mismo cuando está afuera. Por lo general, está con Ren y, a veces, con Donnie, pero solo ha hablado con Louis una vez. Él habla fluidamente francés. Nelson también era el nombre del personaje de Gray en The Cosby Show cuando era niño.
- Bernard "Beans" Aranguren (Steven Anthony Lawrence): El vecino extremadamente molesto de los Stevens, que entra sin invitación a su casa, se sienta en casa y se niega a irse. Su amor por el tocino es un tema recurrente, y en "Little Mr. Sacktown" visita una choza de tocino. En algún momento se convierte en un compinche de los planes de Louis y Twitty, por lo general cruzando los dos.
- Lawrence "Larry" Beale (Eric "Ty" Hodges): El rival desagradable, igualmente popular, carismático y sabelotodo de Ren en la escuela. Larry odia a Ren y siempre trata de destruir su reputación, pero sus planes suelen ser contraproducentes. Su víctima favorita es Ren, pero ocasionalmente intenta arruinar a Louis también. Larry está en secreto celoso de Ren y considera a Louis una amenaza, pero nunca lo admitirá. Larry es un mocoso del ejército. En la película, insinuó un poco de celos cuando demostró que Ren estaba compartiendo un beso con un actor.
- Entrenador Terry Tugnut (Jim Wise): El entrenador de gimnasio que siempre es duro con Louis, pero está loco por Donnie, Larry y la comida. Él ama comer. Una vez pesó más de 300 lbs. Con frecuencia es víctima de las bromas de Louis. El entrenador Tugnut a menudo sirve como el ejecutor / compañero de Wexler. Él está obsesionado con la pelota esquiva y con los tres "puntos principales" (brazo, cabeza, estómago). Un chiste que corre a lo largo de la serie es el entrenador Tugnut gritando: "¡Stevens!" cuando Louis causa problemas.
- Conrad Wexler (George Anthony Bell): El director de Lawrence Jr High. El Director Wexler favorece a Ren sobre los otros estudiantes. Han tenido argumentos, pero son buenos amigos. Ren es su asistente estudiantil, mientras que Louis lo vuelve loco. Por lo general, hace que Ren haga su trabajo sucio.
- Ivan (Eric Jungmann): La mano derecha de Larry Beale, aunque hace de mano derecha a otros chicos populares, como Blake Thompson en el episodio "Louis in the Middle".
- Bobby Deaver (Brandon Davis): Novio de la escuela secundaria de Ren; apareció en siete episodios. Ren rompió con Bobby después de que Louis le dijera que la engañaba saliendo con Mandy Sanchez, una rival de Ren.
- Carla y Marla (Lisa Foiles y Krysten Leigh Jones) : Dos chicas que admiran a Ren. Carla y Marla están en el personal del periódico con Ren y Ruby. Después del episodio "Quest for Coolness", Carla y Marla nunca son vistas o mencionadas nuevamente.

## Producción
El show fue producido originalmente como un espectáculo llamado Spivey's Kid Brother. Un piloto fue filmado a finales de 1997, y más tarde fue recogido por Disney Channel como Even Stevens. En el primer episodio, Disney tuvo que doblar el nombre "Spivey" a "Stevens". De hecho, en la escena de clase de gimnasia, una pancarta es visible en la lectura de fondo, "Home of Spivey y los Wild Wombats". 
En el tema del programa, las animaciones de arcilla de Louis y Ren convierten sus mandos a distancia en sables de luz, aludiendo a Star Wars. Antes de esto, Ren lee una guía de televisión con fotos de acción en vivo de Christy Carlson Romano y Shia LaBeouf en la portada. 
Aunque el programa duró tres temporadas, la línea de tiempo del programa es sólo un año escolar, ya que Louis y sus amigos permanecen en el 7 º grado y Ren y sus amigos permanecen en el 8 º grado. Ren finalmente se gradúa en The Even Stevens Movie. 
Shia LaBeouf y Christy Carlson Romano son los dos únicos actores que aparecen en los 65 episodios de la serie.

## Temporadas
| Temporada | Temporada | Episodios | Estados Unidos        | Estados Unidos        | Hispanoamérica        | Hispanoamérica        | España              | España              |
| Temporada | Temporada | Episodios | Comienzo              | Final                 | Comienzo              | Final                 | Comienzo            | Final               |
| --------- | --------- | --------- | --------------------- | --------------------- | --------------------- | --------------------- | ------------------- | ------------------- |
|           | 1         | 21        | 17 de junio de 2000   | 23 de febrero de 2001 | 21 de octubre de 2000 | 13 de junio de 2001   | 3 de enero de 2001  | 6 de marzo de 2002  |
|           | 2         | 22        | 15 de junio de 2001   | 15 de febrero de 2002 | 13 de octubre de 2001 | 20 de agosto de 2002  | 30 de abril de 2002 | 11 de marzo de 2003 |
|           | 3         | 22        | 22 de febrero de 2002 | 13 de junio de 2003   | DISPONIBLE EN Disney+ | DISPONIBLE EN Disney+ | N/A                 | N/A                 |

## Emisión
El 7 de julio de 2007, Disney Channel transmitió ocho episodios como parte de su maratón "A veces ganas, a veces tú Louis", para coincidir con el lanzamiento de Shia La película Transformers de LaBeouf . En 2006, Superstation WGN (ahora WGN America) adquirió los derechos de Even Stevens y Lizzie McGuire.  Se emitió en el canal del 18 de septiembre de 2006 a 12 de septiembre de 2008, durante la semana. Originalmente salieron al aire el uno después de otro en las tardes de la semana antes de pasar a las horas nocturnas cuando el público objetivo de los dos espectáculos generalmente no están despiertos con Even Stevens al aire los martes y los jueves y Lizzie al aire el resto de la semana

## Premios y nominaciones
- Premios BAFTA

2002 – Best International – Matt Dearborn, Sean McNamara & David Brookwell (Ganado)
- Premios Daytime Emmy

2003 - Mejor intérprete en una serie para niños - Shia LaBeouf (Ganado)
2003 - Mejor intérprete en una serie para niños - Donna Pescow (Nominada)
2003 - Programa para niños sobresalientes (Nominado)
2002 - Programa infantil destacado (Nominado)
2002 - Mejor intérprete en una serie para niños - Donna Pescow (Nominada)
2001 - Programa para niños sobresaliente (Nominado)
2001 - Mejor intérprete en una serie para niños - Donna Pescow (Nominada)
- Premios del Sindicato de Directores

2003 - Logro Directorial sobresaliente en Programas para Niños - Gregory Hobson para el episodio "Band On The Roof" (Nominado)
2002 - Logro extraordinario de Directorial en programas para niños - Sean McNamara por el episodio "Very Scary Story" (Nominado)
2001 - Logro Directorial sobresaliente en Programas para Niños - Paul Hoen para el episodio "Take My Sister ... Please" (Nominado)
2001 - Logro extraordinario de Directorial en programas para niños - Sean McNamara por el episodio "Easy Way" (Nominado)
- Young Artist Award

2004 - Mejor actuación en una serie de televisión (Comedia o drama): Apoyando a la joven actriz - Margo Harshman (Nominada)
2003 - Mejor actuación en una serie de televisión (Comedia o drama): Apoyar al joven actor - Steven Anthony Lawrence (Ganado)
2003 - Mejor actuación en una serie de televisión (comedia o drama): joven actriz de reparto - Lauren Frost (Nominada)
2002 - Mejor actuación en una serie de comedia televisiva: Primera actriz principal - Christy Carlson Romano (Ganado)
2002 - Mejor actuación en una serie de televisión (comedia o drama): joven actriz de reparto - Lauren Frost (Ganadora)
2002 - Mejor actuación en una serie de comedia televisiva: Actor joven líder -Shia LaBeouf (Nominado)
2002 - Mejor actuación en una serie de comedia televisiva: Actor joven líder - A.J. Trauth (Nominado)
2002 - Mejor actuación en una serie de comedia televisiva: Apoyar al joven actor - Steven Anthony Lawrence (Nominado)
2001 - Mejor actuación en una serie de comedia televisiva: Primera actriz principal - Christy Carlson Romano (Ganado)
2001 - Mejor actuación en una serie de comedia televisiva: Actor joven líder - Shia LaBeouf (Nominado)
2001 - Mejor actuación en una serie de comedia televisiva: Invitado protagonizado por el joven intérprete - Ty Hodges (Nominado)
- Young Star Awards

2000 - Mejor actor / actuación joven en una serie de comedia televisiva - Shia LaBeouf (Nominado)

## Película
- The Even Stevens Movie (Mano a Mano: La Película en Hispanoamérica, Vacaciones en Directo en España).